# Gwendoline Christie
Gwendoline Christie (* 28. října 1978, Worthing, Západní Sussex) je britská herečka. Její nejznámější rolí je šermířka Brienne z Tarthu v televizním seriálu Hra o trůny.

## Životopis
Vyrůstala na samotě v blízkosti South Downs v jižní Anglii. Jako dítě trénovala jako poloprofesionální gymnastka, ale zranění páteře ji přinutilo gymnastiku opustit a začala se věnovat herectví. V roce 2005 absolvovala na Drama Centre London a žije v Londýně. V rozhovoru pro Radio Times řekla, že "ztratila pojem" o svém věku.
V rozhovoru v roce 2013 řekla, že se díky své pozoruhodné výšce (191 cm) cítí občas "docela bezpohlavně". Fotograf Polly Borlan byl naopak její postavou zaujat a Christie se stala předmětem známé série fotografií, Bunny, v letech 2002 až 2008. Christie cítila, že tyto fotografie, kde se většinou objevovala nahá, ji pomohou vyrovnat se se svým tělem a budou výzvou v představě o ženskosti. Ale zároveň řekla, že ve zpětném pohledu je šokovaná, že s pořízením snímků souhlasila.

## Kariéra
Jejím mentorem na dramatické škole byl herec a spisovatel Simon Callow. Mezi její divadelní role patří královna ve Shakespearově hře Cymbelín a "stojící" jako Lucifer ve hře Doktor Faustus (2010). Na stříbrném plátně se mimo jiné mihla v malých rolích ve filmu Imaginárium dr. Parnasse, a dále v pořadu The Seven Ages of Britain a v seriálu Wizards vs Aliens.

### Hra o trůny
V červenci 2011 byla obsazena jako bojovnice Brienne z Tarthu do druhé série fantasy seriálu Hra o trůny. Její postava, neobyčejně vysoká, svalnatá a prostě vyhlížející žena, je mezi čtenáři novel velmi oblíbená a Christie byla na tuto roli navržena na fanouškovské internetové stránce dlouho předtím, než se konaly konkurzy.
Christie řekla, že mohla čerpat ze svých vlastních zkušeností z šikany ohledně její výšky a androgynního vzhledu a že je nadšená z role Brienne, kterou si oblíbila po přečtení novel ze série Píseň ledu a ohně, na kterých je seriál založený. Aby se připravila na konkurz, tak začala nosit unisex oblečení, aby jí to pomohlo dostat se do více mužského myšlení její postavy a začala s intenzivním tréninkovým režimem a přibrala přes šest kilogramů svalové hmoty. Podle autora a producenta seriálu, George R. R. Martina, roli získala prakticky bez debaty, ihned co viděli její výkon na konkurzu, kde se objevila v kostýmu jako Brienne. Poté, co byla do role obsazena, připravovala se na ní lekcemi jezdectví, šermu a bojových umění.
Její debut v třetí epizodě druhé série příznivě ocenili kritici. Nina Shen Rastogi pochválila její "výmluvnou a ekonomickou fyzickou výkonnost".

## Filmografie

### Film
| Rok  | Název                             | Role           | Poznámky |
| ---- | --------------------------------- | -------------- | -------- |
| 2009 | Imaginárium dr. Parnasse          | Nákupčí č. 2   |          |
| 2013 | The Zero Theorem                  | Žena v reklamě |          |
| 2015 | Hunger Games: Síla vzdoru 2. část | plukovník Lyme |          |
| 2015 | Star Wars: Síla se probouzí       | kapitán Phasma |          |
| 2016 | Naprosto dokonalé                 | Samu sebe      |          |
| 2017 | Star Wars: Poslední z Jediů       | kapitán Phasma |          |
| 2018 | Temné síly                        | Lady Jane      |          |
| 2018 | Takové krásné šaty                | Gwen           |          |
| 2018 | Vítejte v Marwenu                 | Anna           |          |
| 2019 | Kouzelný svět Davida Copperfielda | Jane Murdstone |          |
| 2019 | The Friend                        | Teresa         |          |
| 2022 | Neduživý gurmán                   | Jan Stevens    |          |
| 2024 | Robin and the Hoods               | Aura           |          |
| 2025 | After This Death                  | Alice          |          |

### Televize
| Rok       | Název                    | Role                  | Poznámky                                             |
| --------- | ------------------------ | --------------------- | ---------------------------------------------------- |
| 2010      | Seven Ages of Britain    | operátorka            | TV film                                              |
| 2012–2013 | Wizards vs Aliens        | Lexi                  | hlavní role (1.–2. řada)                             |
| 2012–2019 | Hra o trůny              | Brienne z Tarthu      | vedlejší role (2.–3. řada); hlavní role (4.–8. řada) |
| 2017      | Na jezeře                | Miranda Hilmarson     | hlavní role (2. řada)                                |
| 2018      | Star Wars: Odboj         | kapitán Phasma (hlas) | 3 díly                                               |
| 2022      | Zelená vajíčka se šunkou | Marilyn Blouse (hlas) | vedlejší role (2. řada)                              |
| 2022      | The Sandman              | Lucifer               | 2 díly                                               |
| 2022      | Wednesday                | Larissa Weems         | hlavní role                                          |
| 2025      | Odloučení                | Lorne                 | 2 díly                                               |

### Divadlo
| Rok  | Název                     | Role                 | Poznámky                        |
| ---- | ------------------------- | -------------------- | ------------------------------- |
| 2006 | Pravda                    | Cindy                | Chichester Festival Theatre     |
| 2006 | Mirandolina               | Ortensia             | Royal Exchange Theatre          |
| 2007 | Cymbelín                  | královna             | Barbican Theatre                |
| 2009 | Giantbum                  | Sir Boss             | London's Tate Britain           |
| 2009 | Skin Deep                 | Susannah Dangerfield | Leeds Grand Theatre             |
| 2009 | Snídaně u Tiffanyho       | Mag Wildwood         | Theatre Royal Haymarket, Londýn |
| 2010 | Doktor Faustus            | Lucifer              | Royal Exchange, Manchester      |
| 2019 | A Midsummer Night's Dream | Titania              | Bridge Theatre, Londýn          |

### Videohry
| Rok  | Název                             | Role                  | Poznámky |
| ---- | --------------------------------- | --------------------- | -------- |
| 2016 | Lego Star Wars: The Force Awakens | kapitán Phasma (hlas) |          |
| 2017 | Star Wars Battlefront II          | kapitán Phasma (hlas) |          |

### Krátkometrážní filmy
| Rok  | Název                                    | Role                       |
| ---- | ---------------------------------------- | -------------------------- |
| 2007 | The Time Surgeon                         | Nahrávka                   |
| 2010 | Ourhouse, Episode 1: 'Games'             | Annalise "Babydoll" Wilson |
| 2010 | Ourhouse, Episode 4: 'Internal Problems' | Annalise "Babydoll" Wilson |
| 2011 | Ourhouse, Episode 2: 'Class'             | Annalise "Babydoll" Wilson |
| 2011 | Ourhouse, Episode 3: 'The Cure of Folly' | Annalise "Babydoll" Wilson |
| 2016 | The Dress                                | Žena                       |